# Дук, Лев Петрович
Лев Петро́вич Дук (9 октября 1932, Гатчина, Ленинградская область, СССР — 18 апреля 2006, Нижний Новгород, Нижегородская область, Россия) — советский и российский учёный-конструктор в области специального машиностроения, доктор технических наук (1974), профессор, заведующий кафедрой машиностроения автоматно-механического факультета ЧПИ (1975—1977). Директор (в 1996—1999 годах) ФГУП ЦНИИ «Буревестник» (Н.Новгород). Лауреат Государственной премии СССР, Заслуженный машиностроитель Российской Федерации.

## Биография
Родился 9 октября 1932 года в Гатчине Ленинградской области. Поступил в Ленинградский военно-механический институт, окончил его с отличием в 1956 году, после чего был направлен на работу в ПО «Баррикады» (Волгоград). Окончив аспирантуру Ленинградского военно-механического института в 1963 году, защитил кандидатскую диссертацию и по распределению был направлен в Челябинский политехнический институт (ЧПИ) на кафедру № 4 факультета ДПА (двигателей, приборов, автоматов) на должность старшего преподавателя. В 1965 году становится доцентом кафедры № 4.
В 1974 защитил докторскую диссертацию и был избран профессором кафедры механического оборудования автоматических установок (бывшая кафедра № 4). С 1975 года — заведующий кафедрой машиностроения автоматно-механического факультета ЧПИ.
В сентябре 1977 года приказом Министра оборонной промышленности переведён в г. Горький в ЦНИИ «Буревестник» на должность начальника отделения главного конструктора. В 1977—1987 годах занимался разработками полевой артиллерии и миномётного вооружения. С июня 1996 по 1999 год — директор ФГУП ЦНИИ «Буревестник».
Похоронен в Нижнем Новгороде на Ново-Сормовском кладбище.

## Научная деятельность
Конструктор в области специального машиностроения, предложил ряд принципиально новых технических решений для повышения эффективности серийно выпускаемых изделий. Руководитель ряда работ по обоснованию перспектив развития полевой артиллерии и миномётов. Опубликовал более 120 научных работ, получил 19 авторских свидетельств на изобретения.

## Признание и награды
- Лауреат Государственной премии СССР (1984, в составе коллектива авторов за работу «Создание и внедрение в серийное производство 120-мм возимого миномета 2С12 („Сани“) и боеприпасов к нему для вооружения Сухопутных войск»);
- Орден «Знак Почёта» («за выдающийся вклад в создание образцов современного артиллерийского вооружения»);
- Медаль «35 лет полёта Ю. А. Гагарина»;
- Медаль «300 лет Российскому флоту»;
- Медаль «Ветеран труда»;
- Заслуженный машиностроитель Российской Федерации[1][3].